# Stade Alfred-Smoczyk
Le stade Alfred-Smoczyk (en polonais : Stadion im. Alfreda Smoczyka) est un stade situé à Leszno en Pologne.
D'une capacité totale de 25 000 places (dont 14 608 assises), il est principalement utilisé pour les courses de speedway et reçoit le Unia Leszno.

## Événements
- Memoriał im. Alfreda Smoczyka, depuis 1951
- Finale de la Speedway World Team Cup, 1984
- Finale de la Speedway World Cup (SWC), 2007 et 2009
- Speedway Grand Prix of Europe (Grand Prix Europy na żużlu), 2008, 2009, 2010, 2011 et 2012

## Galerie

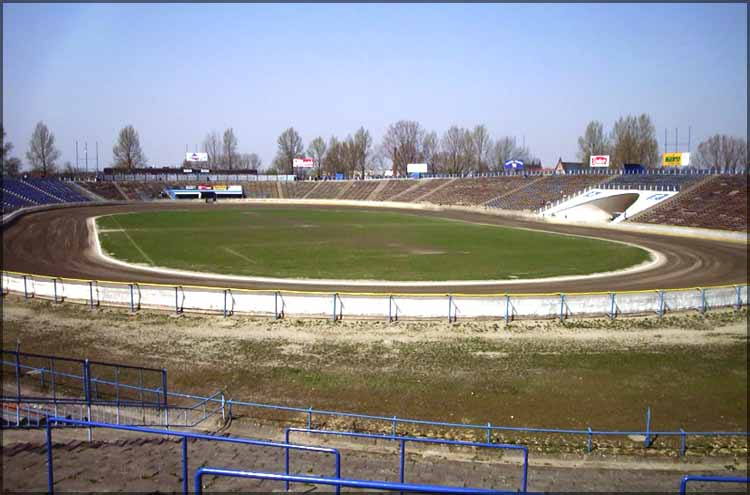
Intérieur (2003)
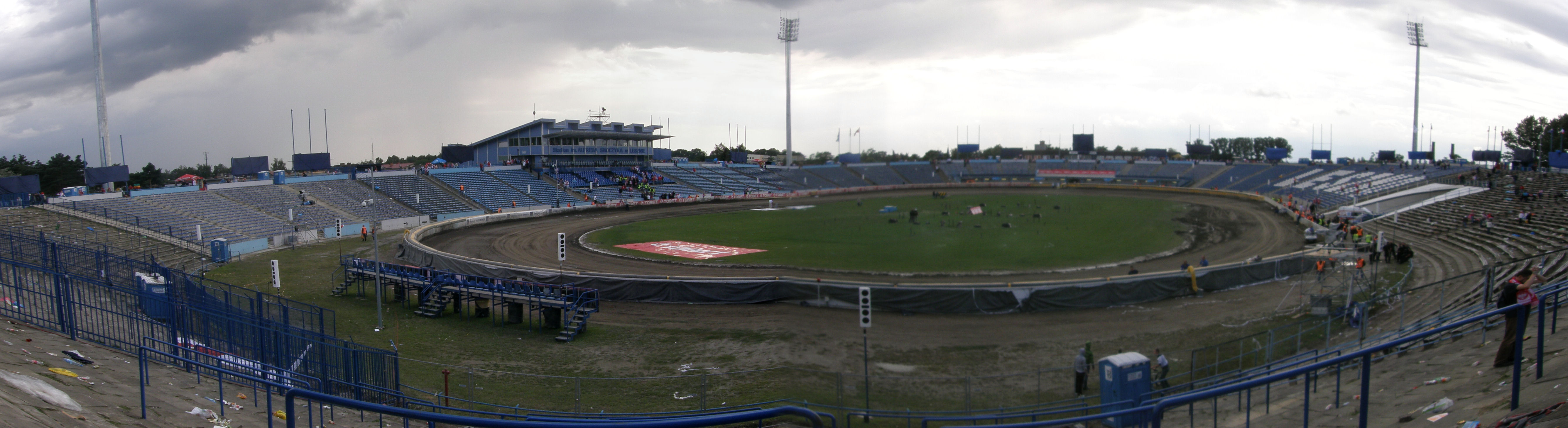
Panorama (2009)